# 1934级驱逐舰
1934级驱逐舰（德語：Zerstörer 1934）是德国国家海军暨战争海军于1930年代中期建造的十六艘驱逐舰所使用的船级，其中前四艘被称为1934型，其余被称为1934A型，均以在第一次世界大战中阵亡的德国军官命名。两个子型的外形区别主要在于前甲板的飞剪式板廊，前者的上端呈四分之一圆形。
同级的大多数成员都曾在二战爆发前参与过训练巡航和展示旗帜。Z-1号于1939年9月入侵波兰期间攻击波兰舰艇无果，而其姊妹舰Z-2号、Z-4号、Z-8号、Z-10号和Z-14号则短暂封锁了波兰海岸。当月晚些时候，这些舰只在德意志湾协助布设水雷，然后开始在斯卡格拉克海峡巡逻，检查中立国船舶是否搭载违禁品。Z-3号于10月初加入它们。该级舰于1939年末和1940年初在英国沿岸布设了多个雷区。1940年2月，作为“维京行动”的一部分，Z-1号、Z-3号、Z-4号、Z-6号、Z-13号和Z-16号在前往攻击英国渔船的途中意外遭到一架德国空军轰炸机的袭击。Z-1号被一枚炸弹击中并沉没，大部分船员丧生。Z-3号则在为其姊妹舰提供救援时不慎触雷沉没，全体官兵阵亡。Z-2号在4月入侵挪威期间帮助转移部队夺取纳尔维克，并与Z-9号、Z-11号、Z-12号和Z-13号一同，两度参与了纳尔维克海战，却惨遭全数覆没（一艘被击沉、一艘搁滩、三艘自沉）。
Z-8号于1942年初在前往法国的途中撞上两枚水雷，于比利时海岸沉没。Z-4号、Z-5号、Z-7号和Z-14号于同年2月参加了“地狱犬行动”，成功掩护德国两艘战列舰和一艘重巡洋舰从德占法国沿英吉利海峡冲刺回德国；其中的Z-7号和Z-14号又出席了一个月后在挪威海袭击护航船队未果的“体育宫行动”，导致前者被击沉。同年年底，Z-4号、Z-6号和Z-16号还参与了巴伦支海海战，这次损失的是Z-16号。而在1943年9月进攻斯匹次卑尔根岛的“西西里行动”中，则有Z-6号、Z-10号和Z-15号到场。战后，幸存的六艘1934级驱逐舰被盟军瓜分，其中Z-4号和Z-10号被移交给英国，Z-5号和Z-6号被移交给法国，Z-14号和Z-15号则被移交给苏联。它们均于1949－1958年间报废。

## 背景
1934级驱逐舰的设计工作开始于1932年，尽管结束第一次世界大战的《凡尔赛条约》明确限制了德国驱逐舰吨位不得超过800長噸（810公噸）。德国人最初的设想是要建造比当时在役的法国和波兰驱逐舰更强大的大型舰艇，但随着国家海军此时期望它能作为一款小型巡洋舰使用，其设计方案也随之变更。德国人决定无视相关限制，因为法国和英国没有解除武装，一艘800吨级的驱逐舰将绝望地被外国海军建造的驱逐舰所超越。方案细节于1934年敲定，国家海军于同年7月正式订购了四艘。设计工作似乎十分仓促，没有经过深思熟虑，因为艏楼较短且艏部外飘不足，影响了舰只的耐波性和稳定性。为此，从第五艘舰（1934A型）开始，在它们的艉部肋板下方加装了一款横截面很浅的“挡水楔”（Staukeil），以求改善舰只的转弯半径，在高速行驶时抬高舰艉。然而，此举的效果却导致舰艏入水更深，从而加剧了前倾的不足；在舰桥上溅起的水花会使1号炮无法工作，在上层甲板上行走也很危险。更为严重的是，它对舰体造成了持续的下垂力，这就需要对舰舯部的船体板进行加固以防止开裂。设计中唯一真正的创新部分——高压锅炉，则是一个过于复杂的设计，在安装至1934级之前几乎没有接受过任何舰载测试，并且在舰只的整个运用生涯期间经常发生故障。当这些舰只完工时，德国已经签署了《英德海军协定》，该协定基本上推翻了《凡尔赛条约》中的海军条款，并使它们的排水量合法化。

## 设计

### 1934型

1934型的右剖面图和平面图

1934型驱逐舰的垂标间距为114米，水线长116.25米，全长119米。它们有11.31米的舷宽以及3.82米的前吃水和4.23米的后吃水；其设计和标准排水量分别为2,619吨和2,223吨，满载时则可达3,207吨。舰只在满载时的稳心高度为0.79米，在半负荷时为0.6米。舰体被分成十五个水密隔舱，其中中间的七个包含推进装置和辅助机械，并受到占龙骨长度比重为47%的双层船底保护。舰内还装有主动式减摇装置以减轻横摇。它们的标准船员编制为10名军官和315名水兵，在担任区舰队旗舰时还可额外增加4名军官和19名水兵。舰载艇则包括两艘摩托大舢板和一艘鱼雷快艇。
1934型驱逐舰由两台瓦格纳齿轮传动蒸汽轮机提供动力，各负责驱动一副直径为3.25米的三叶螺旋桨。过热蒸汽由六台瓦格纳水管锅炉供应，其运行压力为70標準大氣壓（7,093千帕斯卡），温度450℃。这些涡轮机可输出70,000匹軸馬力（52,000千瓦特）的功率，旨在使舰只的设计航速达到36節（67每小時），但实际上它们的最高速度甚至可达38.7節（71.7每小時）。1934型舰最多可贮存752吨燃料油，从而能够以19節（35每小時）的速度的巡航4,400海里（8,100），但实际它们在运用过程中重心过高，30%的燃料必须作为压舱物保留在舰内。事实证明，19节航速时的有效行程仅为1,530海里（2,830）。舰只还配备有两台蒸汽驱动的200千瓦特涡轮发电机，每个轮机舱一台；另有三台柴油发电机——两台60千瓦和一台30千瓦，设于两个后部锅炉舱之间的舱室内。
这些舰只装备有五门127毫米34式速射炮，架设在带有炮挡的单装炮座上。其中舰艛的前后各有两门采用背负式布置，第五门则安装在后部舰艛的顶端。它们共配备600发弹药，最大射程17,400米，并可提升至30°仰角和降低至-10°俯角。舰只的防空武器由四门共配备8,000发弹药的单座37毫米30式速射炮和六门共配备12,000发弹药的单座20毫米30式高射炮组成。此外，舰只还在中心线上的两个四联装动力操纵式底座上安装有八具533毫米鱼雷发射管，每个底座配备一对重新装填装置。四个深水炸弹发射器则安装在艉后部甲板室的侧面，再辅以舰艉两侧的六具单装深水炸弹支架，合共可携带32或64枚炸弹。布雷轨道安装在后甲板，最多可贮存60枚水雷。作为探测潜艇的工具，舰上也搭载有一套称为“群听装置”的被动式水听器。四艘同级舰的造价各为54,749,000马克。
1934型舰只在舰桥顶部配备了C/34Z型模拟火控指挥仪，使用两台4米长的立体测距机提供的估计射程来计算射击数据，其中一台位于后部烟囱后方，另一台在指挥仪后方。它将方位角和射角数据传送至炮手，然后同时开火。一台直径1.25米的测距机为37毫米高射炮提供数据，而20毫米高射炮炮则使用一台0.7米的手持测距机。

### 1934A型
1934A型驱逐舰在长度、舷宽、吃水、间隔、船员编制、推进系统和武器装备等数据均与1934型保持一致，惟排水量不尽相同。其中Z-5至Z-8号的标准排水量为2,171吨、满载排水量为3,110吨，Z-9至Z-13号的标准和满载排水量分别为2,270吨和3,190吨，Z-14和Z-15号则为2,239吨和3,165吨。Z-9至Z-16号的过热蒸气改由六台本森锅炉供应，其运行压力达110標準大氣壓（11,146千帕斯卡），温度510℃。柴油发电机自Z-9号开始全数改用三台各50千瓦的设备。

### 改动
作为稳定性欠佳的补偿措施，前四艘同级舰（1934型）在完成海试后也加装了与后续姊妹舰相同的“挡水楔”。这四艘舰大约在1938－1939年间还对舰艏进行重建，增加了更多的舷板，并安装了一个可伸缩的圆艏柱，使垂标间距长度增加到114.4米，全长增加到119.3米；此外，呈四分之一圆形的前甲板飞剪式板廊被重建成更偏方形的形状，以增加可用空间。
由于挡水楔在实际运用中的作用不大，所有同级舰于1940－1942年间先后移除了这一装置，而减摇装置也被舭龙骨取代。1939年底，有两艘同级舰安装了主动式声纳系统，其余的预计在1940年底安装。次年，它们开始陆续接收FuMO-21型雷达和各种型号的雷达探测器。这些设备被安装在舰桥顶部测距机后方的舱室内，雷达天线则位于舱顶，非常靠近前桅，以致它无法完全旋转。在舰只如此高的位置上增加2.5吨重量会造成稳性问题。作为弥补，前桅探照灯和后部测距机被移除，前部测距机也被替换为一个3米长的型号，总计4.4吨重。然而，由于增加了更多的深水炸弹和消磁设备，远远抵消了节省的成本，这意味着舰载艇及其吊杆和电动绞盘也必须被移除，从而使舰只的净重减少了3吨。为了减轻顶部重量，仍然幸存的同级舰还于1942年削减了烟囱的高度。
从1941年末开始，幸存同级舰的轻型防空武器中增加了一个20毫米的四联装高射炮座，以取代后部舰艛上的两门炮。在整个战争过程中还增加了更多的20毫米炮，除了Z-6号之外，所有幸存舰都在1944年底所谓的“芭芭拉”改装中用127毫米炮替换了更多的20毫米和37毫米炮。至战争结束时，1934级舰的典型特征是配备有十四门37毫米炮和十门20毫米炮，但个体之间的差异很大。1944年左右，这些船只的雷达被替换为FuMO-24型，六艘幸存舰中的四艘将前桅重建成门柱形状，使6×2米的天线能够完全旋转。FuMO-63“霍恩特维尔”K型雷达则取代了后部烟囱平台上的探照灯，而全部六艘幸存舰上还安装了FuMB-1型“梅托克斯”雷达探测器。

## 同级舰
| 舰名                        | 造船厂               | 动工           | 下水           | 投运          | 结局                                         |
| 1934型                      | 1934型               | 1934型         | 1934型         | 1934型        | 1934型                                       |
| --------------------------- | -------------------- | -------------- | -------------- | ------------- | -------------------------------------------- |
| Z-1“莱贝雷希特·马斯”号      | 基尔德意志造船厂     | 1934年10月10日 | 1935年8月18日  | 1937年1月14日 | 1940年2月22日遭德国空军炸沉                  |
| Z-2“格奥尔格·蒂勒”号        | 基尔德意志造船厂     | 1934年10月25日 | 1935年8月18日  | 1937年2月27日 | 1940年4月13日在纳尔维克海战中搁滩            |
| Z-3“马克斯·舒尔茨”号        | 基尔德意志造船厂     | 1935年1月2日   | 1935年11月30日 | 1937年4月8日  | 1940年2月22日触雷沉没                        |
| Z-4“理夏德·拜岑”号          | 基尔德意志造船厂     | 1935年1月7日   | 1935年11月30日 | 1937年5月13日 | 1946年1月15日移交英国，1949年拆解            |
| 1934A型                     |                      |                |                |               |                                              |
| Z-5“保罗·雅各比”号          | 不来梅德希马格船厂   | 1935年7月15日  | 1936年3月24日  | 1937年6月29日 | 1946年2月4日移交法国，1954年拆解             |
| Z-6“特奥多尔·里德尔”号      | 不来梅德希马格船厂   | 1935年7月18日  | 1936年4月22日  | 1937年7月2日  | 1946年2月4日移交法国，1958年拆解             |
| Z-7“赫尔曼·舍曼”号          | 不来梅德希马格船厂   | 1935年9月7日   | 1936年7月16日  | 1937年9月9日  | 1942年5月2日被英国轻巡洋舰爱丁堡号击伤后自沉 |
| Z-8“布鲁诺·海涅曼”号        | 不来梅德希马格船厂   | 1936年1月14日  | 1936年9月15日  | 1938年1月8日  | 1942年1月25日触雷沉没                        |
| Z-9“沃尔夫冈·岑克尔”号      | 基尔日耳曼尼亚船厂   | 1935年3月22日  | 1936年3月27日  | 1938年7月2日  | 1940年4月13日在纳尔维克海战中自沉            |
| Z-10“汉斯·洛迪”号           | 基尔日耳曼尼亚船厂   | 1935年4月1日   | 1936年5月14日  | 1938年9月13日 | 1946年1月6日移交英国                         |
| Z-11“贝恩德·冯·阿尼姆”号    | 基尔日耳曼尼亚船厂   | 1935年4月26日  | 1936年7月8日   | 1938年12月6日 | 1940年4月13日在纳尔维克海战中自沉            |
| Z-12“埃里希·吉泽”号         | 基尔日耳曼尼亚船厂   | 1935年5月3日   | 1937年3月12日  | 1939年3月4日  | 1940年4月13日在纳尔维克海战中遭击沉          |
| Z-13“埃里希·克尔纳”号       | 基尔日耳曼尼亚船厂   | 1935年10月12日 | 1937年3月18日  | 1939年8月29日 | 1940年4月13日在纳尔维克海战中遭击沉          |
| Z-14“弗里德里希·伊恩”号     | 汉堡布洛姆与福斯船厂 | 1935年5月30日  | 1936年11月15日 | 1938年4月6日  | 1946年2月5日移交苏联，1952年拆解             |
| Z-15“埃里希·施泰因布林克”号 | 汉堡布洛姆与福斯船厂 | 1935年5月30日  | 1936年9月24日  | 1938年5月31日 | 1946年1月2日移交苏联，1958年拆解             |
| Z-16“弗里德里希·埃科尔特”号 | 汉堡布洛姆与福斯船厂 | 1935年11月4日  | 1937年3月21日  | 1938年7月28日 | 1942年12月31日在巴伦支海海战中遭击沉         |

## 历史
1934级驱逐舰于1939年9月3日的波兰战役期间首次投入战争行动，当时Z-1“莱贝雷希特·马斯”号与Z-9“沃尔夫冈·岑克尔”号在戈滕哈芬港湾内袭击了波兰驱逐舰烈风号和布雷舰狮鹫号，但收效甚微。Z-1号在战斗中受损，需要前往斯维讷明德接受维修。与此同时，Z-2“格奥尔格·蒂勒”号、Z-4“理夏德·拜岑”号、Z-8“布鲁诺·海涅曼”号、Z-10“汉斯·洛迪”号和Z-14“弗里德里希·伊恩”号则负责对波兰海岸实施临时封锁。从1939年10月至1940年2月期间，该级驱逐舰还在英国东海岸水域共布设了逾1,000枚水雷。其中Z-10号和Z-12“埃里希·吉泽”号于1939年12月7日完成在克罗默附近的布雷任务后发现了两艘英国驱逐舰，并于凌晨03:00左右施射鱼雷攻击对方。Z-10号的鱼雷未能命中目标，但Z-12号的一枚鱼雷击中了泽西号的艉部鱼雷架，导致后者受损并只能被拖曳回港修复。
1940年2月18日，在出击前往北海搜寻同盟国商船的“诺德马克行动”中，Z-1号、Z-5“保罗·雅各比”号、Z-6“特奥多尔·里德尔”号和Z-7“赫尔曼·舍曼”号负责为德国的主力舰提供护航，并于翌日脱离至斯卡格拉克海峡搜索敌舰，但没有成功。几天后，德国海军又与德国空军合作策划了“维京行动”，因为他们误以为多格滩附近的英国拖网渔船正在与潜艇合作。由Z-1号、Z-3“马克斯·舒尔茨”号、Z-4号、Z-6号、Z-13“埃里希·克尔纳”号和Z-16“弗里德里希·埃科尔特”号组成的第1驱逐区舰队遂于2月22日出击。但在途中，该部队遭到来自第26轰炸机联队的一架He 111轟炸機误击。Z-1号至少被一枚炸弹命中，断成两半后沉没，包括舰长在内的280名船员丧生，只有60名船员获救。Z-3号则在为其提供救援时不慎触雷沉没，全体官兵阵亡。

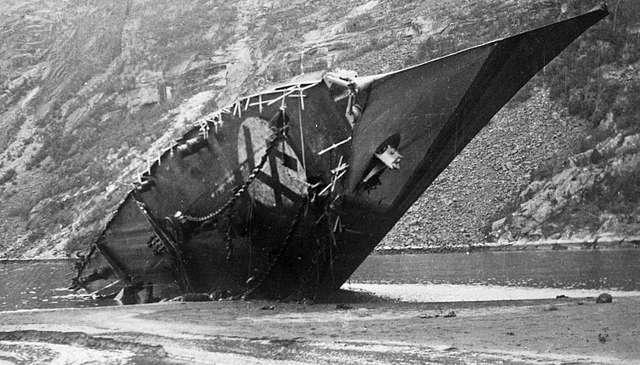
Z-11“贝恩德·冯·阿尼姆”号在纳尔维克海战中被迫自沉

共有九艘1934级驱逐舰于1940年4月参加了“威悉演习行动”的挪威部分。其中Z-2号、Z-9号、Z-11“贝恩德·冯·阿尼姆”号、Z-12号和Z-13被编入第一集群，任务是运送第139山地猎兵团和第3山地师的指挥人员夺取纳尔维克。Z-5号、Z-6号、Z-8号和Z-16号则被编入第二集群，负责运送地面部队与重巡洋舰希佩尔将军号一同占领特隆赫姆。这些舰只于4月6日开始装载部队，并于第二天启航。两个集群几乎没有遇到什么抵抗，便轻松占领了挪威两座港口重镇。然而在4月10日黎明前不久，英国第2驱逐区舰队的五艘驱逐舰对驻泊在纳尔维克港内的五艘德国驱逐舰发起了突袭。它们用鱼雷击沉了两艘驱逐舰、严重损坏了另外三艘，而它们自己只受到轻微的伤害。Z-9号、Z-12号和Z-13号随即从赫尔扬斯峡湾赶来，Z-2号和Z-11号也从驶出巴兰根湾，与英国部队交战。在随后的战斗中，英国损失了两艘驱逐舰、第三艘也受损严重，幸存舰只在撤退的同时则击伤了Z-2号。很快，德国部队又被英国援军封锁在港口。当英国人于4月13日发动第二波攻势时，发现剩下的八艘德国驱逐舰——包括五艘1934级舰，实际上都面临着燃料和弹药短缺。德国部队最终全军覆没，其中Z-12号被击沉，Z-9号、Z-11号和Z-13号因伤重而自沉，Z-2号也被迫搁滩。6月，为了切断盟军为挪威人提供的补给，并减轻在挪威作战的德军压力，Z-7号、Z-10号和Z-15“埃里希·施泰因布林克”号陪同两艘沙恩霍斯特级战列舰和重巡洋舰希佩尔将军号发动了“朱诺行动”。这些舰艇于6月8日出击，相继击沉了运兵船奥拉马号、油轮油先锋号和武装拖网船刺柏号。
为了准备“地狱犬行动”，Z-8号于1942年1月24日跟随第5驱逐区舰队余部一同从基尔出发，前往德占法国。1月25日晚，它在比利时海岸撞上了英国布雷舰鸻号布设的两枚水雷后沉没。而包括Z-4号、Z-5号、Z-7号和Z-14号在内的第5驱逐区舰队余部则顺利抵达布雷斯特，并在2月12日的行动中成功掩护德国战列舰沙恩霍斯特号、格奈森瑙号以及重巡洋舰欧根亲王号沿英吉利海峡冲刺回德国。3月6日，Z-7号和Z-14号又参加了在挪威海袭击盟军护航船队的“体育宫行动”，负责为战列舰提尔皮茨号提供护航。它们在是次任务一无所获，但Z-7号却在后续单独搜寻船队的行动中被英国轻巡洋舰爱丁堡号击伤后自沉。Z-4号、Z-15号和Z-16号还参加了8月16日至30日的“仙境行动”，负责伴随装甲舰舍尔将军号执行袭击卡拉海的苏联船只的任务。在12月底为了拦截从英国驶向苏联的JW-51B号护航船队而发起的“彩虹行动”中，Z-4号、Z-16号和一艘1936级驱逐舰负责掩护重巡洋舰希佩尔将军号。三艘驱逐舰与重巡洋舰分开进行搜寻，于12月31日上午顺利找到船队。至随后引发的巴伦支海海战期间，Z-16号惨遭英国轻巡洋舰谢菲尔德号以极近距离击沉。
幸存的六艘同级舰在战争余下的时间里继续执行护航和布雷任务，而Z-6号、Z-10号和Z-15号还曾于1943年9月参加了进攻斯匹次卑尔根岛的“西西里行动”。战争结束后，这六艘舰分别被盟军瓜分，其中Z-4号和Z-10号被移交给英国；Z-5号和Z-6号转运至法国，更名为德塞号和克莱贝尔号投入法国海军服役；Z-14号和Z-15号则被移交给苏联，更名为迅捷号和热烈号之后在苏联海军服役。它们最终于1949－1958年间拆解报废。